# Vang Vieng

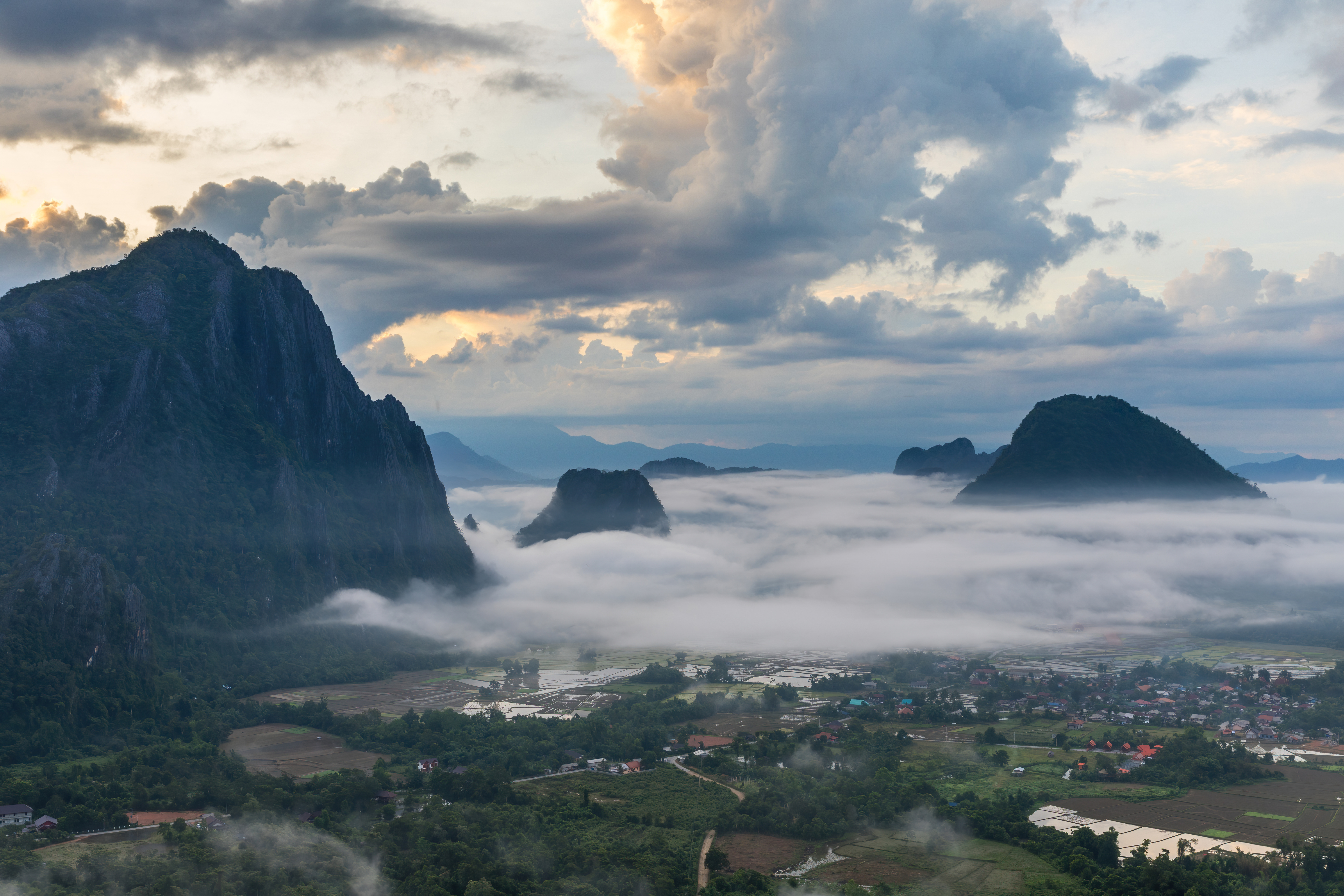
Ausblick Richtung Süden auf die Spitze des Nam Xay Berges

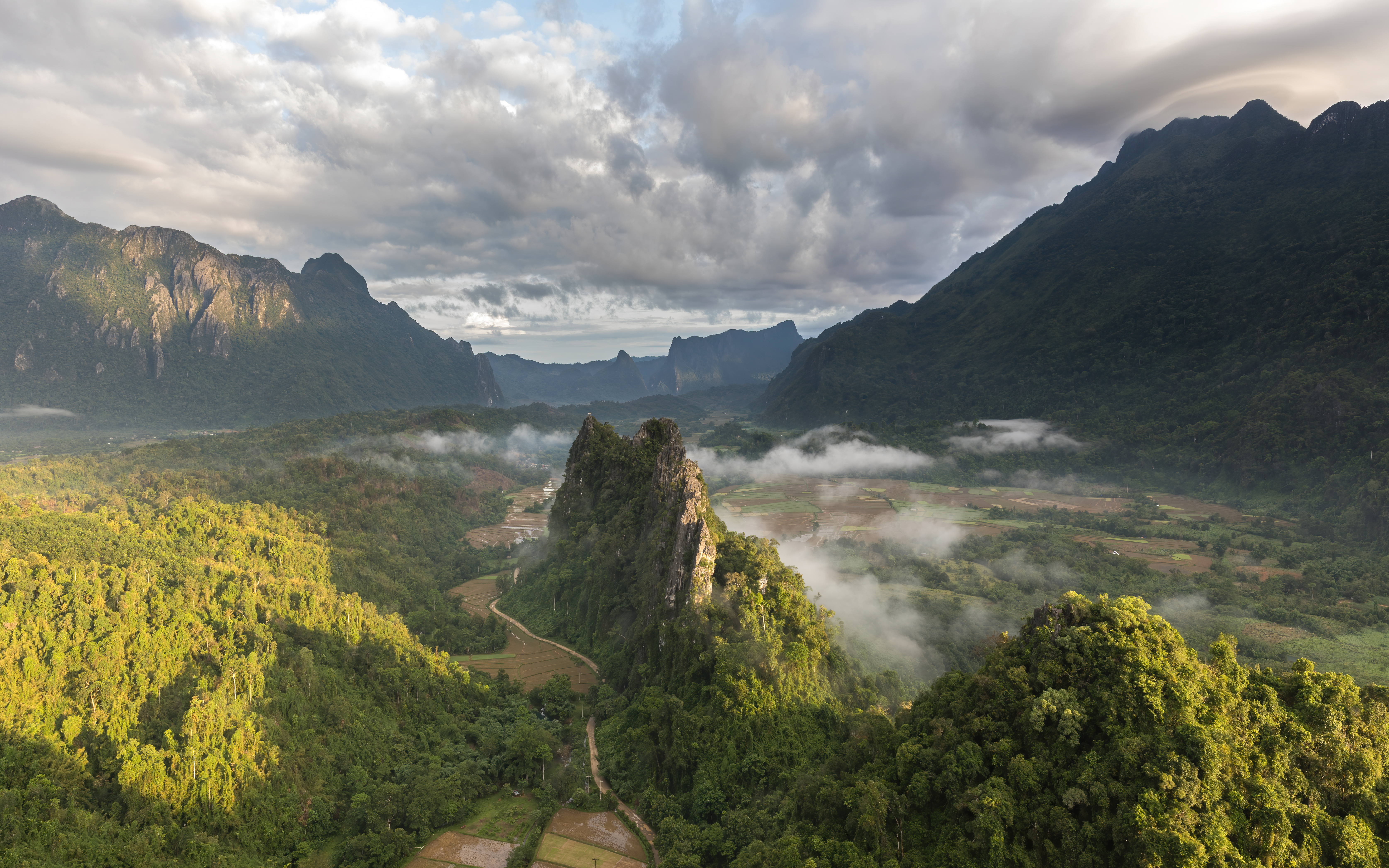
Blick vom Gipfel des Nam Xay aus

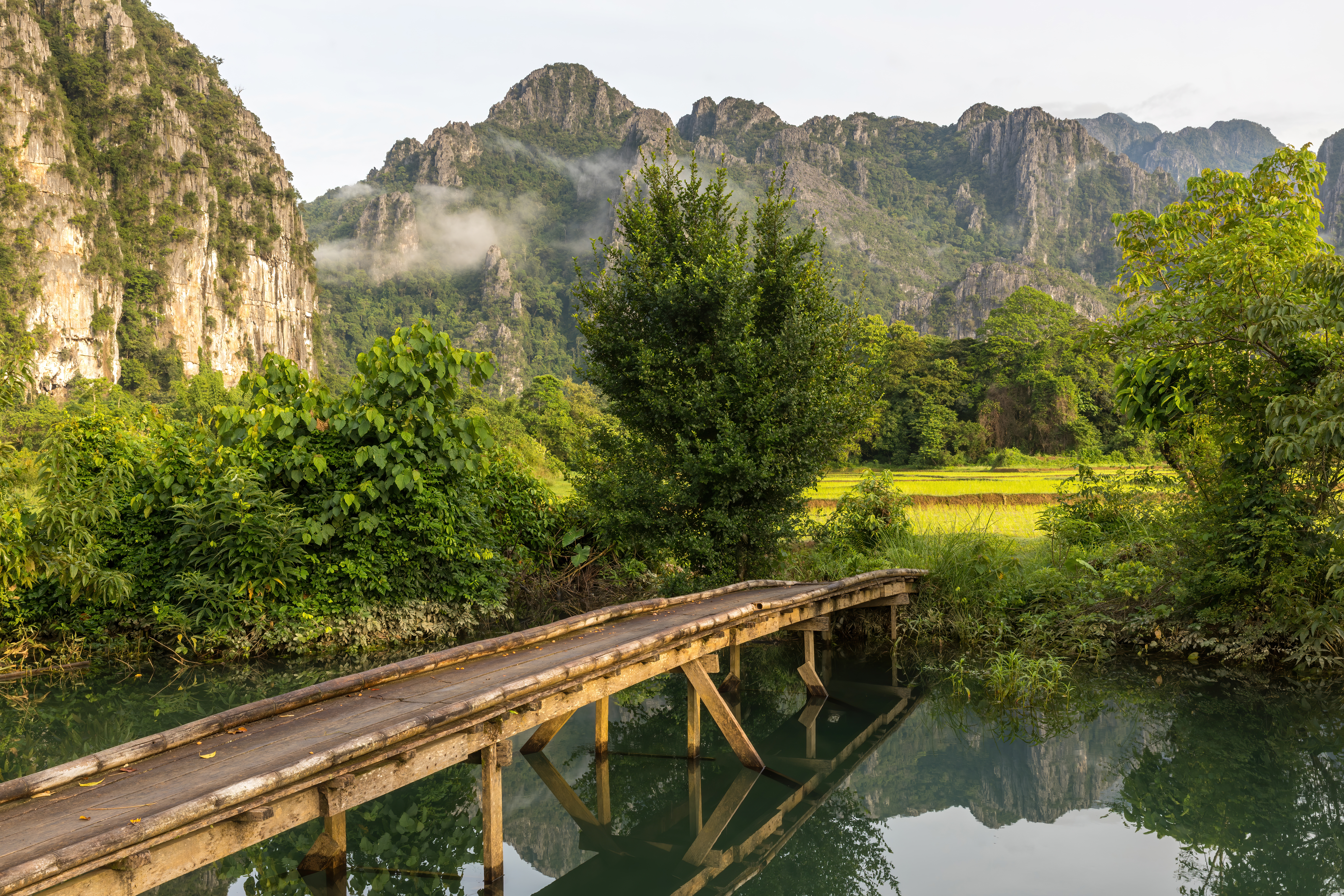
Landschaft bei Vang Vieng

Vang Vieng (Lao: ວັງວຽງ; auch Vang Viang) ist eine Kleinstadt der Provinz Vientiane in Laos. Die Stadt ist umgeben von Karst-Formation und Monsunwald. Die Einwohnerzahl liegt bei etwa 25.000 (Stand 2005).

## Lage und Verkehr
Vang Vieng ist von dem Flughafen Luang Prabang oder Flughafen Vientiane gut mit dem Bus zu erreichen. Alternativ geht auch die umständliche Einreise über die Freundschaftsbrücke per Shuttlebus oder Pendelzug. Die Nationalstraße 13, eine der wenigen asphaltierten Straßen des Landes, ist in gutem Zustand. Nach Luang Prabang sind es ungefähr 230 km, die Fahrt dauert aufgrund der Gebirgslandschaft etwa sechs Stunden. Vientiane ist ungefähr 160 km entfernt. Die Busse fahren von einer ehemaligen amerikanischen Start- und Landebahn im Osten der Stadt ab, die aus der Zeit des Vietnam-Krieges stammt.
Seit 2020 ist der Ort an die erste Autobahn in Laos dem Vientiane-Boten Expressway sowie seit Ende 2021 an die Bahnstrecke Boten–Vientiane angeschlossen.

## Tourismus
Die Stadt liegt am Fluss Nam Song (auch Nam Xong) zwischen Vientiane und Luang Prabang. Vang Vieng verfügt über zahlreiche Unterkünfte und Restaurants entlang weniger Straßen. Es eignet sich als Zwischenstopp auf dem Weg nach Luang Prabang. Die zahlreichen Höhlen der Umgebung und die beeindruckende Landschaft ziehen viele Besucher an. In den 1990er Jahren wurde der Tourismus privatisiert und die Erste Thailändisch-Laotische Freundschaftsbrücke eröffnet, seitdem nimmt die Zahl der Reisenden stetig zu.
Vang Vieng ist unter Rucksackreisenden als Szeneort für ausgelassene Feiern mit Drogen (hauptsächlich Alkohol) und Musik bekannt. Im Jahr 2011 starben nach offiziellen Angaben 22 Urlauber, viele von ihnen, als sie mit aufgeblasenen Autoschläuchen den Fluss abwärts trieben und an Stromschnellen umkippten. Bis Mitte 2012 gab es sechs Unfalltote. Als Reaktion darauf schlossen die laotischen Behörden 24 Bars im August 2012. Im November 2024 kamen 6 Touristen beim Konsum von mit Methanol gepanschtem Alkohol ums Leben.

## Sehenswürdigkeiten

### Stadt
Es gibt vier kleinere buddhistische Tempelanlagen (Wat)
- Wat Si Vieng Song
- Wat Kang
- Wat Si Suman
- Wat Si Mixayaham

Beim Ort am Flussufer liegt eine kleine Insel mit mehreren Bars, in der Trockenzeit von Oktober bis Juni über einen Steg erreichbar.

### Umgebung
In der bergigen Umgebung kann man aktiv Sport betreiben, für Rafting, Kajaking und Klettern ist die Landschaft ideal. Zudem kann man in vielen Höhlen oder an Wasserfällen schwimmen. Zu erreichen sind diese mit Leihfahrrad oder Tuk-Tuk.
Hier nur einige Beispiele für die unzähligen Höhlen (Tham):
- Tham Pha Jao (mit Buddha)
- Tham Phu Kham (thailändischer Bronze-Buddha)
- Tham Jang (im 19. Jahrhundert als Bunker genutzt, Fluss-Quelle mit sehr starker Strömung – Baden möglich)
- Python Cave (heißt so, weil sie sich wie ein langer Schlauch kilometerweit in den Berg hineinschlängelt; sie wurde erst Mitte der 1990er Jahre entdeckt)